# HD 151613
Désignations
HD 151613, également désignée HR 6237, est une étoile binaire de la constellation boréale du Dragon. Elle est visible à l'œil nu avec une magnitude apparente de 4,85. Le système présente une parallaxe annuelle de 38,3 mas mesurée par le satellite Hipparcos,  ce qui permet d'en déduire qu'il est distant d'environ ∼ 85 a.l. (∼ 26,1 pc) de la Terre. Il se rapproche du Système solaire à une vitesse radiale héliocentrique de −2 km/s.
HD 151613 est une binaire spectroscopique à raies simples dont les deux étoiles complètent une orbite selon une période d'environ 1 386 jours (3,794 ans) et avec une excentricité de 0,72,. La paire a été résolue par interférométrie des tavelures en 1977, montrant une séparation angulaire de 0,041 seconde d'arc. Elle a été de nouveau résolue en 1981 avec une séparation de 0,047 seconde d'arc, mais 20 autres tentatives réalisées entre 1976 et 1991 n'ont pas été en mesure de les séparer. Le système est une source de rayons X. Sa composante visible, désignée HD 151613 A, est une étoile jaune-blanc de la séquence principale de type spectral F2 V. Elle est âgée d'environ 2,3 milliards d'années et elle tourne sur elle-même à une vitesse de rotation projetée de 48 km/s.
La photométrie du satellite TESS a mis en évidence que la luminosité de HD 151613 est doublement variable. Elle apparaît d'abord être une étoile variable par rotation avec une période de 1,913 jours, correspondant à sa période de rotation, et il s'agit également d'une binaire à éclipses de type Algol avec une période de 22,703 jours. L'amplitude totale de la variation n'est que de 0,002 magnitude.